# Supercopa d'Europa de futbol 1995
La Supercopa d'Europa de futbol 1995 es va disputar a dos partits el 6 de febrer del 1996 i el 28 febrer del 1996 entre el Reial Saragossa d'Espanya, campions de la Recopa d'Europa 1994–95 i l'Ajax dels Països Baixos, campions de la Lliga de Campions 1994-95. La competició es va disputar més tard de l'habitual, els dos partits van tenir lloc al febrer del 1996. L'anada va acabar en empat 1–1 a l'Estadi de La Romareda a Saragossa. La tornada la va guanyar 4–0 l'Ajax a l'Estadi Olímpic d'Amsterdam. L'Ajax va guanyar 5–1 en el resultat agregat.

## Partit

### Detalls

#### Anada
| Reial Saragossa | 1–1    | AFC Ajax     |
| --------------- | ------ | ------------ |
| Aguado 28'      | Report | Kluivert 70' |

| Real Zaragoza | Ajax |

| GK               | 1  | Juanmi               |     |
| RB               | 2  | Alberto Belsue (c)   |     |
| CB               | 6  | Xavier Aguado        |     |
| CB               | 4  | Luis Carlos Cuartero |     |
| LB               | 3  | Jesús Ángel Solana   | 88' |
| CM               | 5  | Oscar Luis           |     |
| CM               | 7  | Nayim                | 39' |
| RW               | 10 | Francisco Higuera    |     |
| LW               | 11 | Gustavo López        | 79' |
| SS               | 8  | Dani García          | 79' |
| CF               | 9  | Fernando Morientes   |     |
| Substituts:      |    |                      |     |
| GK               | 13 | Andoni Cedrún        |     |
| DF               | 12 | Paqui                |     |
| MF               | 14 | José Aurelio Gay     |     |
| MF               | 15 | Sergio Berti         | 79' |
| FW               | 16 | Miguel Pardeza       | 79' |
| Entrenador:      |    |                      |     |
| Víctor Fernández |    |                      |     |

| GK             | 1  | Edwin van der Sar  |     |     |
| SW             | 3  | Danny Blind (c)    |     |     |
| RB             | 2  | Michael Reiziger   |     |     |
| CB             | 5  | Frank de Boer      |     |     |
| LB             | 4  | Winston Bogarde    |     |     |
| CM             | 11 | Arnold Scholten    | 81' |     |
| CM             | 6  | Ronald de Boer     | 36' |     |
| RW             | 7  | Finidi George      |     |     |
| LW             | 8  | Kiki Musampa       | 53' |     |
| SS             | 10 | Jari Litmanen      | 65' |     |
| CF             | 9  | Patrick Kluivert   |     |     |
| Substituts:    |    |                    |     |     |
| GK             | 12 | Fred Grim          |     |     |
| DF             | 13 | Sonny Silooy       |     |     |
| MF             | 15 | Dave van den Bergh | 53' |     |
| FW             | 14 | Nwankwo Kanu       |     |     |
| FW             | 16 | Nordin Wooter      | 80' | 65' |
| Entrenador:    |    |                    |     |     |
| Louis van Gaal |    |                    |     |     |

| Àrbitres d'ajudant: Alain Gourdet (França) Jacques Poudevigne (França) Quart oficial: Bernard Saules (França) | Regles del partit - 90 minuts. - 30 minuts de temps extra amb gol d'or si cal. - Llançaments de penals si el marcador encara està igualat. - Cinc jugadors a la banqueta. - Màxim de tres substitucions. |

#### Tornada
| AFC Ajax                                                | 4–0    | Reial Saragossa |
| ------------------------------------------------------- | ------ | --------------- |
| Bogarde 43' · George 54' · Blind 65' (pen.), 69' (pen.) | Report |                 |

| Ajax | Real Zaragoza |

| GK             | 1  | Edwin van der Sar  |     |
| SW             | 11 | Sonny Silooy       |     |
| RB             | 2  | Michael Reiziger   |     |
| LB             | 4  | Frank de Boer      | 26' |
| DM             | 3  | Danny Blind (c)    |     |
| CM             | 6  | Arnold Scholten    | 78' |
| CM             | 8  | Edgar Davids       |     |
| RW             | 7  | Finidi George      | 70' |
| LW             | 5  | Winston Bogarde    |     |
| AM             | 10 | Patrick Kluivert   | 70' |
| CF             | 9  | Nwankwo Kanu       |     |
| Substituts:    |    |                    |     |
| GK             | 12 | Fred Grim          |     |
| MF             | 13 | Rob Gehring        | 70' |
| MF             | 14 | Kiki Musampa       |     |
| FW             | 15 | Andriy Demtchenko  | 70' |
| FW             | 16 | Dave van den Bergh | 78' |
| Entrenador:    |    |                    |     |
| Louis van Gaal |    |                    |     |

| GK               | 1  | Andoni Cedrún        | 64' |     |
| RB               | 2  | Alberto Belsue (c)   |     |     |
| CB               | 6  | Xavier Aguado        |     |     |
| CB               | 4  | Fernando Cáceres     |     |     |
| LB               | 3  | Jesús García Sanjuán |     |     |
| CM               | 5  | Óscar Luis           | 68' |     |
| CM               | 8  | Santiago Aragón      |     |     |
| RW               | 10 | Francisco Higuera    | 63' |     |
| LW               | 7  | Gustavo López        | 30' | 61' |
| AM               | 11 | Dani García          |     |     |
| CF               | 9  | Fernando Morientes   | 80' |     |
| Substituts:      |    |                      |     |     |
| GK               | 13 | José Belman          | 63' |     |
| DF               | 12 | Luis Carlos Cuartero | 80' |     |
| DF               | 14 | Paqui                |     |     |
| MF               | 15 | José Aurelio Gay     | 61' |     |
| MF               | 16 | Sergio Berti         |     |     |
| Entrenador:      |    |                      |     |     |
| Víctor Fernández |    |                      |     |     |

| Quart oficial: Hugh Dallas (Escòcia) | Regles del partit - 90 minuts. - 30 minuts de temps extra amb gol d'or si cal. - Llançaments de penals si el marcador encara està igualat. - Cinc jugadors a la banqueta. - Màxim de tres substitucions. |

| Supercopa d'Europa 1995 |
| ----------------------- |
| Països Baixos           |
| AFC Ajax Segon títol    |